# Rồng đá, hay là Mũi uốn ván
Rồng đá, hay là Mũi uốn ván là một tập truyện ngắn của hai tác giả Vũ Ngọc Tiến và Lê Mai được phát hành vào tháng 6 năm 2008 tại Đà Nẵng.

## Lịch sử
Trước thời điểm công bố tập truyện Rồng đá, hay là Mũi uốn ván, hai tác giả Vũ Ngọc Tiến và Lê Mai đều là những tác gia có tên tuổi trong giới văn bút Hà Nội. Nhưng trong quá trình gửi thủ bản tới các nhà xuất bản phía Bắc, không cơ quan nào nhận ấn hành vì nội dung được cho là "nhạy cảm" đương thời. Mãi sau đó, thông qua quan hệ thân tình với văn sĩ Hòa Vang, tác phẩm gửi tới Nhà xuất bản Đà Nẵng và được ban biên tập chấp nhận. Đến tháng 06 năm 2008, tập truyện chính thức được phát hành.
Tuy nhiên, sang đầu tháng 11 cùng năm, Vụ Thông Tin trực thuộc Bộ Thông tin và Truyền thông ban hành quyết định thâu hồi ấn bản, nêu đích danh 3 thiên truyện "có vấn đề" (Âm bản chiến tranh, Vị phồn thực, Chù Mìn Phủ và tôi), nhưng không nêu lí do cụ thể. Một số cơ quan báo chí cũng đăng báo giấy đả kích. Đồng thời, giám đốc Nguyễn Hữu Chiến và phó giám đốc Nguyễn Đức Hùng (tác gia Đà Linh) của Nhà xuất bản Đà Nẵng bị Ủy ban Nhân dân Thành phố Đà Nẵng đình chỉ công tác để "kiểm điểm làm rõ đúng, sai trong việc quản lý biên tập, xuất bản tập truyện "Rồng đá hay là Mũi uốn ván" của hai tác giả Vũ Ngọc Tiến và Lê Mai tại NXB Đà Nẵng", riêng phó giám đốc kiêm trưởng ban biên tập Nguyễn Đức Hùng bị khiển trách nặng nề; toàn thể Nhà xuất bản Đà Nẵng cũng phải tạm dừng hoạt động để "kiện toàn lại về tổ chức và hoạt động của nhà xuất bản theo quy định của Luật xuất bản". Ngay sau đó, tác giả chính Vũ Ngọc Tiến công bố nội dung bức thư ngỏ gửi Nhà xuất bản Đà Nẵng và phó giám đốc Đà Linh, với lời trần tình và cảm thông ban biên tập.
Ít lâu sau, trang Việt Nam thư quán đã xúc tiến mua bản quyền đăng miễn phí tập truyện trên diễn đàn của họ. Cũng nhân sự kiện này, trong các lần tái bản điện tử sau, tuyển tập được đổi nhan đề là Rồng đá, hay là Chù Mìn Phủ và tôi.

## Nội dung
Nguyên bản Rồng đá, hay là Mũi uốn ván gồm 7 truyện Vũ Ngọc Tiến và 6 truyện Lê Mai, kèm bài phi lộ. Ấn bản điện tử có thêm bài Thư ngỏ gửi Nhà xuất bản Đà Nẵng của Vũ Ngọc Tiến.
— Lời bâng quơ
- Lời Bâng Quơ
- Truyện ngắn Vũ Ngọc Tiến

1. Rồng đá
2. Gà ô tử mỵ
3. Âm bản chiến tranh
4. Vị phồn thực
5. Đêm thiên thần của nhạc jazz
6. Chù Mìn Phủ và tôi
7. Ngoại tình tuổi năm mươi

- Truyện ngắn Lê Mai

1. Cún khóc
2. Cho nó có đạo đức
3. Người đóng thuế
4. Tìm cha trong gương
5. Ngày vô vi
6. Hoa tóc tiên

| “                                                         | Trước hết, tôi xin thành thật gửi lời chia buồn tới Nxb Đà Nẵng và cá nhân anh TBT Đà Linh về sự cố vừa xảy ra với cuốn Rồng Đá (Hay là mũi uốn ván) của tôi và Lê Mai in chung (6/2008) đã có quyết định thu hồi. Sau nữa, với tư cách 1 tác giả, tôi xin có mấy lời nói thêm cho rõ về tập sách và 3 truyện ngắn của tôi bị xem là có vấn đề. Thứ nhất, mục đích ra tập sách này các tác giả chỉ nhằm thử nghiệm sự đổi mới tư duy, cách tiếp cận nhiều vấn đề phức tạp của cuộc sống quanh ta. Lúc đầu gồm 3 cây bút gốc gác Hà Nội, những thằng bạn thân với 3 văn phong và bút pháp khác biệt hẳn nhau là Tôi (VNT), Hòa Vang và Lê Mai, song đều có chung tâm nguyện tha thiết tự đổi mới nên rủ nhau thử nghiệm ra chung tập sách, mỗi đứa 4 truyện. Sau vì anh HV đột ngột ra đi, tôi và LM bàn nhau mỗi đứa bù thêm vào 2 truyện cho đủ con số 12 và tạm gác 4 truyện của người bạn văn quá cố, đợi sẽ in riêng vào tuyển tập sau này. Tóm lại, chúng tôi ra sách thuần túy vì mục đích học thuật thử nghiệm trong nghề viết mà thôi. Nó có thể có vài tình tiết gây xốc, nhưng nhìn nhận kỹ thì đó mới là chính cuộc sống mà như nhà mỹ học Nga thế kỷ XIX, Xec-nư-xep-xki từng viết: "Cái đẹp là cuộc sống. Một thực thể đẹp là thực thể cho ta nhìn thấy hoặc nghĩ về cuộc sống như nó vốn có". Thứ hai, về 3 truyện ngắn của tôi bị xem là có vấn đề, có thể chia làm hai nhóm đề tài tuy cùng nói về chiến tranh và đều có căn cứ từ cuộc sống muôn màu của nó: - 2 truyện Âm bản chiến tranh, Vị phồn thực tôi viết vào giữa năm 2005, sau chuyến đi tìm mộ chú em liệt sĩ ở E572, một trung đoàn tăng-pháo kết hợp của QK5, họat động chủ yếu ở chiến trường Quảng Nam, Quảng Ngãi. Tôi không phủ nhận sự vĩ đại của cuộc chiến chống Mỹ, càng khâm phục sự dũng cảm, sức chịu đựng phi thường của người lính, trong đó có cả em trai tôi. Song để tìm được mộ chú em hy sinh vào 8/1972, tôi đã gặp hàng trăm đồng đội cũ ở E572, cùng họ lăn lộn khắp vùng đất Quảng và may mắn gặp mặt khá nhiều nhân chứng còn sống là những người dân ở Đức Hiệp, Quế Sơn (Quảng Nam), Sơn Tịnh (Quảng Ngãi). Từ thực tế ấy tôi nhìn ra góc khuất của chiến tranh và đời lính khi sau mỗi trận đánh oai hùng họ quay về hậu cứ rèn cán, chỉnh quân hoặc do bị thương mà chuyển về công tác ở ATK. Nó thật khắc nghiệt và đầy rẫy những mâu thuẫn vốn là muôn thủa của cõi người. Giờ là lúc ta đủ độ lùi thời gian để nhìn nhận và phán xét bởi đôi khi vì cái góc khuất vô hình ấy mà có thể vào thời hậu chiến; người dũng cảm, lập nhiều chiến công chịu thiệt thòi; còn kẻ gian manh, cơ hội lại thăng tiến, làm băng hoại kỷ cương xã hội, kìm hãm sự phát triển đất nước. Mạch truyện và tư tưởng tác giả là thế, còn tình tiết có đôi chỗ khốc liệt thì chuyến đi tìm mộ chú em, tôi được nghe nhiều tình tiết khốc liệt gấp bội phần hơn thế. - Truyện ngắn Chù Mìn Phủ và tôi đề cập đến cuộc chiến biên giới phía Bắc (1979) thì cũng lùi vào dĩ vãng ¼ thế kỷ rồi. Nó là cuộc chiến phi lý nhất trong thế kỷ XX đối với cả 2 dân tộc mà cả ta và phía bên kia đều phải nghiêm túc nhìn ra nó cần phải tránh và hoàn toàn có thể tránh được. Những thảm cảnh do cuộc chiến ấy gây ra thì nhiều lắm, khốc liệt hơn những gì tôi mô tả bởi trong chuyến đi làm phim tài liệu cho Bộ Y tế về loại trừ bệnh uốn ván vùng cao 11/2005 tôi nghe được từ các nhân chứng ở Hà Giang. Giờ ta không thể bình thản coi đó như một vụ va quyệt xe trên đường mà phải tỉnh táo và sòng phẳng với lịch sử. Tôi đã từng nghiên cứu khá kỹ văn học TQ giai đoạn 1979 - 1991, từng viết một tiểu luận khá dài về hai dòng văn học Vết thương và dòng văn học Bộc lộ của họ thời kỳ này. Nhiều nhà văn TQ trong hai dòng văn học ấy (Lương Phụng Nghi, Trương Hiền Lượng, Dư Hoa, Lưu Chấn Vân, Khâu Hoa Đông...) khi viết tiểu thuyết đã từng có đoạn nhắc tới cuộc chiến biên giới Việt-Trung với tâm trạng dày vò sâu sắc. Họ viết được, sao ta lại cứ tự hù dọa mình để rồi tảng lờ, không dám viết ? Tôi tin những người có lương tâm, trách nhiệm bên kia hay bên này biên giới đọc truyện ngắn của tôi sẽ không oán hận nhau mà chỉ càng ghê sợ chiến tranh, thiết tha muốn hai nước sống trong hòa bình hợp tác lâu dài. Cuối thư, một lần nữa xin chia xẻ cùng anh Đà Linh và các anh chị Nxb Đà Nẵng về sự cố đáng tiếc lẽ ra không đáng có, nhưng nó đã xảy ra và như thế nó mới lại là cuộc sống ! | ” |
| — Trích Thư ngỏ gửi Nhà xuất bản Đà Nẵng của Vũ Ngọc Tiến | |   |

## Văn hóa
Tác phẩm Rồng đá, hay là Mũi uốn ván phát hành ở thời kì văn nghệ Việt Nam nhìn chung đã suy đồi trước các trào lưu mạng xã hội và đang trong quá trình tìm phương thức biểu đạt mới, mà thậm chí cả hình thức kiểm duyệt nghệ thuật cũng lỗi thời. Vì thế, quyết định đình chỉ xuất bản lại càng khiến tập truyện ngắn tưởng như bình thường này được dư luận chú ý, các hãng truyền thông Anh, Pháp và Mỹ đăng bài phản ánh.
- Văn sĩ Đà Linh (tổng biên tập): "Chính cái điều này chúng tôi cũng bất ngờ lắm, bởi vì các cơ quan chủ quản mới có một thông tin một chiều thôi, thành ra là cũng có thể chưa nắm bắt được đâu, cái công việc và cái bản chất sự việc, thế cho nên là chính chúng tôi cũng kiểm tra và rà soát lại. Chúng tôi đã khẳng định rõ, nếu mà có cái quyết định tạm ngưng mà dựa vào cái này, thì tôi cho rằng nó là một quyết định nó không phù hợp".
- Văn sĩ Bùi Minh Quốc: "Tôi thấy qua cái vụ mà đối xử của vụ Thông Tin, và nói chung những cơ quan quản lý về văn hóa tư tưởng, đối với các cái hoạt động báo chí và xuất bản, là nó rất quá đáng và cái này nó o ép báo chí văn nghệ một cách có hệ thống, thì mới diễn ra nhiều cái việc cách chức tổng biên tập này, tổng biên tập kia rồi cấm cuốn sách này, thu hồi cuốn sách kia một cách có hệ thống, từ đó đến nay, thì cái việc mà đối với Nhà xuất bản Đà Nẵng, nó là một cái chuỗi, nó nằm trong một cái chuỗi như thế. Nhìn thẳng vào sự thật, nói rõ sự thật, đó là một cái nhu cầu lớn nhất của bất cứ một xã hội nào mà cần phát triển một cách lành mạnh, bao giờ cũng phải nhìn được rõ cái sự thật của tình hình đất nước và tình hình xã hội, và nói rõ được cái sự thật ấy lên. Ra báo chí tư nhân và xuất bản tư nhân là hết sức bức thiết, bởi vì cái này là hiến pháp đã quy định rồi, đã có rồi, có từ lâu rồi".

| “                                                   | Truyện ngắn "Chù Mìn Phủ và tôi" của Vũ Ngọc Tiến được xuất bản trong tập "Rồng đá" (NXB Đà Nẵng, 2008), ngay sau đó, trở thành một trong những lí do dẫn tới lệnh thu hồi cuốn sách. Vài tháng sau, tiểu thuyết "Ma chiến hữu" của Mạc Ngôn được dịch và phát hành (NXB Văn Học), lại được giới thiệu (bìa 4) như là một tác phẩm "ca tụng chủ nghĩa anh hùng" của đạo quân Trung Quốc xâm lược Việt Nam năm 1979. Chủ đề truyện ngắn của Vũ Ngọc Tiến cũng là cuộc chiến tranh 1979. "Tội" của nó, đối với bộ máy kiểm duyệt, phải chăng là không "ca tụng" ? | ” |
| — Dien-dan Forum, BP 50, 92340 Bourg-la-Reine, Pháp | |   |

## Liên kết
1. ↑  Về tác giả Lê Mai
2. ↑  Giới thiệu tập truyện ngắn Rồng đá của Vũ Ngọc Tiến cùng với Lê Mai

Tài liệu
- Bùi Minh Quốc, Thư ngỏ về việc đình chỉ Nhà xuất bản Đà Nẵng, Đà Lạt, 13 tháng 12 năm 2008.

Tư liệu
- Tự do ngôn luận tại Việt Nam qua vụ Con Rồng Đá